# Andreas Skov Olsen
Andreas Skov Olsen (Hillerød, 1999. december 29. –) dán válogatott labdarúgó, a német VfL Wolfsburg csatárja.

## Pályafutása

### Klubcsapatokban
Skov Olsen a dániai Hillerød városában született. Az ifjúsági pályafutását az Alsønderup SG&I csapatában kezdte, majd a Nordsjælland akadémiájánál folytatta.
2018-ban mutatkozott be a Nordsjælland első osztályban szereplő felnőtt keretében. 2019-ben az olasz Bolognához igazolt. 2022. január 28-án 4½ éves szerződést kötött a belga első osztályban érdekelt Club Brugge együttesével. Először a 2022. február 6-ai, Gent ellen 2–1-re elvesztett mérkőzés félidejében, Ruud Vormer cseréjeként lépett pályára. Első gólját 2022. február 27-én, az Antwerp ellen hazai pályán 4–1-es győzelemmel zárult találkozón szerezte meg.
2025. január 17-én 2029. június 30-ig szóló szerződést kötött a német VfL Wolfsburg csapatával.

### A válogatottban
Skov Olsen az U18-as, az U19-es és az U21-es korosztályú válogatottakban is képviselte Dániát.
2020-ban debütált a felnőtt válogatottban. Először 2020. október 7-én, Feröer ellen 4–0-ra megnyert barátságos mérkőzésen lépett pályára és egyben meg is szerezte első válogatott gólját.

## Statisztikák
2025. január 27. szerint
| Klub          | Szezon   | Osztály          | Bajnokság | Bajnokság | Kupa  | Kupa | Nemzetközi | Nemzetközi | Egyéb | Egyéb | Összesen | Összesen |
| Klub          | Szezon   | Osztály          | Meccs     | Gól       | Meccs | Gól  | Meccs      | Gól        | Meccs | Gól   | Meccs    | Gól      |
| ------------- | -------- | ---------------- | --------- | --------- | ----- | ---- | ---------- | ---------- | ----- | ----- | -------- | -------- |
| Nordsjælland  | 2017–18  | Danish Superliga | 5         | 0         | 2     | 1    | –          | –          | –     | –     | 7        | 1        |
| Nordsjælland  | 2018–19  | Danish Superliga | 36        | 22        | 2     | 1    | 6          | 3          | –     | –     | 44       | 26       |
| Nordsjælland  | Összesen | Összesen         | 41        | 22        | 4     | 2    | 6          | 3          | 0     | 0     | 51       | 27       |
| Bologna       | 2019–20  | Serie A          | 26        | 1         | 0     | 0    | –          | –          | –     | –     | 26       | 1        |
| Bologna       | 2020–21  | Serie A          | 26        | 2         | 0     | 0    | –          | –          | –     | –     | 26       | 2        |
| Bologna       | 2021–22  | Serie A          | 18        | 0         | 1     | 0    | –          | –          | –     | –     | 19       | 0        |
| Bologna       | Összesen | Összesen         | 70        | 3         | 1     | 0    | 0          | 0          | 0     | 0     | 71       | 3        |
| Club Brugge   | 2021–22  | Jupiler League   | 15        | 6         | 2     | 0    | –          | –          | –     | –     | 17       | 6        |
| Club Brugge   | 2022–23  | Jupiler League   | 23        | 7         | 1     | 0    | 5          | 1          | 1     | 1     | 30       | 9        |
| Club Brugge   | 2023–24  | Jupiler League   | 33        | 14        | 5     | 5    | 12         | 7          | –     | –     | 50       | 26       |
| Club Brugge   | 2024–25  | Jupiler League   | 19        | 8         | 2     | 0    | 6          | 0          | 0     | 0     | 27       | 8        |
| Club Brugge   | Összesen | Összesen         | 90        | 35        | 10    | 5    | 23         | 8          | 1     | 1     | 124      | 49       |
| VfL Wolfsburg | 2024–25  | Bundesliga       | 1         | 0         | 0     | 0    | –          | –          | –     | –     | 1        | 0        |
| VfL Wolfsburg | Összesen | Összesen         | 1         | 0         | 0     | 0    | 0          | 0          | 0     | 0     | 1        | 0        |
| Összesen      | Összesen | Összesen         | 205       | 60        | 15    | 7    | 29         | 11         | 1     | 1     | 247      | 78       |

### A válogatottban
| Válogatott | Év       | Pályára lépés | Gól |
| ---------- | -------- | ------------- | --- |
| Dánia      | 2020     | 2             | 1   |
| Dánia      | 2021     | 13            | 5   |
| Dánia      | 2022     | 10            | 2   |
| Dánia      | 2023     | 4             | 0   |
| Dánia      | 2024     | 8             | 0   |
| Összesen   | Összesen | 37            | 8   |

#### Góljai a válogatottban
| # | Időpont              | Helyszín                             | Ellenfél      | Gólok | Eredmény | Kiírás                                     |
| - | -------------------- | ------------------------------------ | ------------- | ----- | -------- | ------------------------------------------ |
| 1 | 2020. október 7.     | MCH Arena, Herning, Dánia            | Feröer        | 1–0   | 4–0      | Barátságos mérkőzés                        |
| 2 | 2021. március 31.    | Ernst Happel Stadion, Bécs, Ausztria | Ausztria      | 1–0   | 4–0      | 2022-es VB-selejtező                       |
| 3 | 2021. március 31.    | Ernst Happel Stadion, Bécs, Ausztria | Ausztria      | 4–0   | 4–0      | 2022-es VB-selejtező                       |
| 4 | 2021. szeptember 7.  | Parken Stadion, Koppenhága, Dánia    | Izrael        | 3–0   | 5–0      | 2022-es VB-selejtező                       |
| 5 | 2021. október 9.     | Zimbru Stadion, Chișinău, Moldova    | Moldova       | 1–0   | 4–0      | 2022-es VB-selejtező                       |
| 6 | 2021. november 12.   | Parken Stadion, Koppenhága, Dánia    | Feröer        | 1–0   | 3–1      | 2022-es VB-selejtező                       |
| 7 | 2022. június 13.     | Parken Stadion, Koppenhága, Dánia    | Ausztria      | 2–0   | 2–0      | 2022–2023-as UEFA Nemzetek Ligája (A liga) |
| 8 | 2022. szeptember 25. | Parken Stadion, Koppenhága, Dánia    | Franciaország | 2–0   | 2–0      | 2022–2023-as UEFA Nemzetek Ligája (A liga) |

## Sikerei, díjai
Club Brugge
- Jupiler League
  - Bajnok (2): 2021–22, 2023–24

- Belga Szuperkupa
  - Győztes (1): 2022
  - Döntős (1): 2024